# Al Jehad Force
Al-Jeah Force és un grup guerriller dels més importants de Caixmir que fou fundat el 1997 per la unió de la Muslim Janbaz Force i la Kashmir Jehad Force. No té gaire activitat des del 2002.